# Idioma ruso en Moldavia
El idioma ruso es el segundo idioma más hablado en Moldavia después del idioma rumano. Es la lengua materna de la población rusófona y la primera lengua extranjera de la población no rusa. Se extendió en el territorio de Moldavia desde 1812, cuando Besarabia se convirtió en parte del Imperio ruso, convirtiéndose de facto en lengua vehicular siendo idioma oficial entre 1812 y 1918 y junto con el moldavo (rumano, escrito con alfabeto cirílico) durante el dominio soviético entre 1940 y 1989. Después de la aprobación de la ley de política lingüística y de la latinización en Moldavia, el ruso perdió su estatus oficial pero mantuvo el de lengua de comunicación interétnica. Al mismo tiempo, el ruso ha reforzado considerablemente su posición en el Estado separatista de Transnistria, en donde es el más utilizado de los tres idiomas oficiales.
- Datos: Q4400881
- Multimedia: Russian language in Moldova / Q4400881